# Łódź
Łódźⓘ (em hebraico:  ‏לאָדזש‎, em alemão: Lodz ou Lodsch; nos anos 1940-1945, Litzmannstadt, em russo:  Лодзь) é uma cidade com direitos de condado na Polônia central, bem como a sede das autoridades da voivodia de Łódź, do condado de Łódź Oriental e da comuna de Nowosolna. Foi a sede de transição das autoridades do Estado em 1945.
É um centro acadêmico (6 universidades públicas e 22 privadas), cultural e industrial. Antes das mudanças políticas e econômicas de 1989, era o centro da indústria têxtil e cinematográfica.
Łódź é a terceira cidade da Polônia em termos de população (682 679; depois de Varsóvia e Cracóvia) e a quarta em termos de área (293,25 km²; depois de Varsóvia, Cracóvia e Szczecin).
A cidade pertence à União das Metrópoles Polonesas, à Associação das Cidades Polonesas, à Associação dos Condados poloneses, bem como à associação Eurocities e à Associação das cidades polonesas saudáveis.

## Localização
A rua Piotrkowska com 4,2 km, é uma das ruas comerciais mais compridas da Europa. A cidade tem também um dos maiores cemitérios judaicos da Europa.
A importante indústria têxtil colapsou após a queda do governo comunista com a privatização da indústria, estando actualmente mais estável. A cidade é um importante centro cultural com as suas 18 universidades, teatros, especialmente a academia de teatro e cinema. Teve o seu auge económico antes da primeira guerra mundial, sob o domínio do Império Russo no final do séc. XIX e antes da segunda guerra mundial.
O significado de Łódź é barco em polaco.
Durante a invasão alemã a Polônia, a cidade de Łódź foi renomeada para Litzmannstadt.
A cidade é a segunda cidade da Europa com maior área verde dentro dos limites da cidade.

## Esporte
Os dois maiores times de futebol da cidade são o Łódzki Klub Sportowy (fundado em 1908, duas vezes campeão polonês) e o Widzew Łódź (fundado em 1922, quatro vezes campeão polonês e semifinalista de Taça dos Clubes Campeões Europeus de 1982–83), arqui-rivais.

## Personalidades famosas
- Arthur Rubinstein - pianista polaco - nasceu em Łódź[11] na rua Piotrkowska. É possível ver a estátua do pianista em frente à casa onde nasceu. Recebeu um óscar.
- Aleksander Henryk Laks - escritor, palestrante e sobrevivente do Holocausto, naturalizado brasileiro.
- Ben Abraham - escritor e sobrevivente do Holocausto, passou por vários campos de concentração, inclusive Auschwitz.
- George E. Stone - Ator de Hollywood.
- Max Factor (nasceu em 1877 em Łódź, morreu em 30 de agosto de 1938 em Los Angeles) – producente e inventor, criador de empresa en:Max Factor, Sr..
- Jan Karski - jurista e diplomata polaco
- Andrzej Sapkowski - escritor polonês do gênero fantasia
- Julian Tuwim - poeta polaco

## Imagens

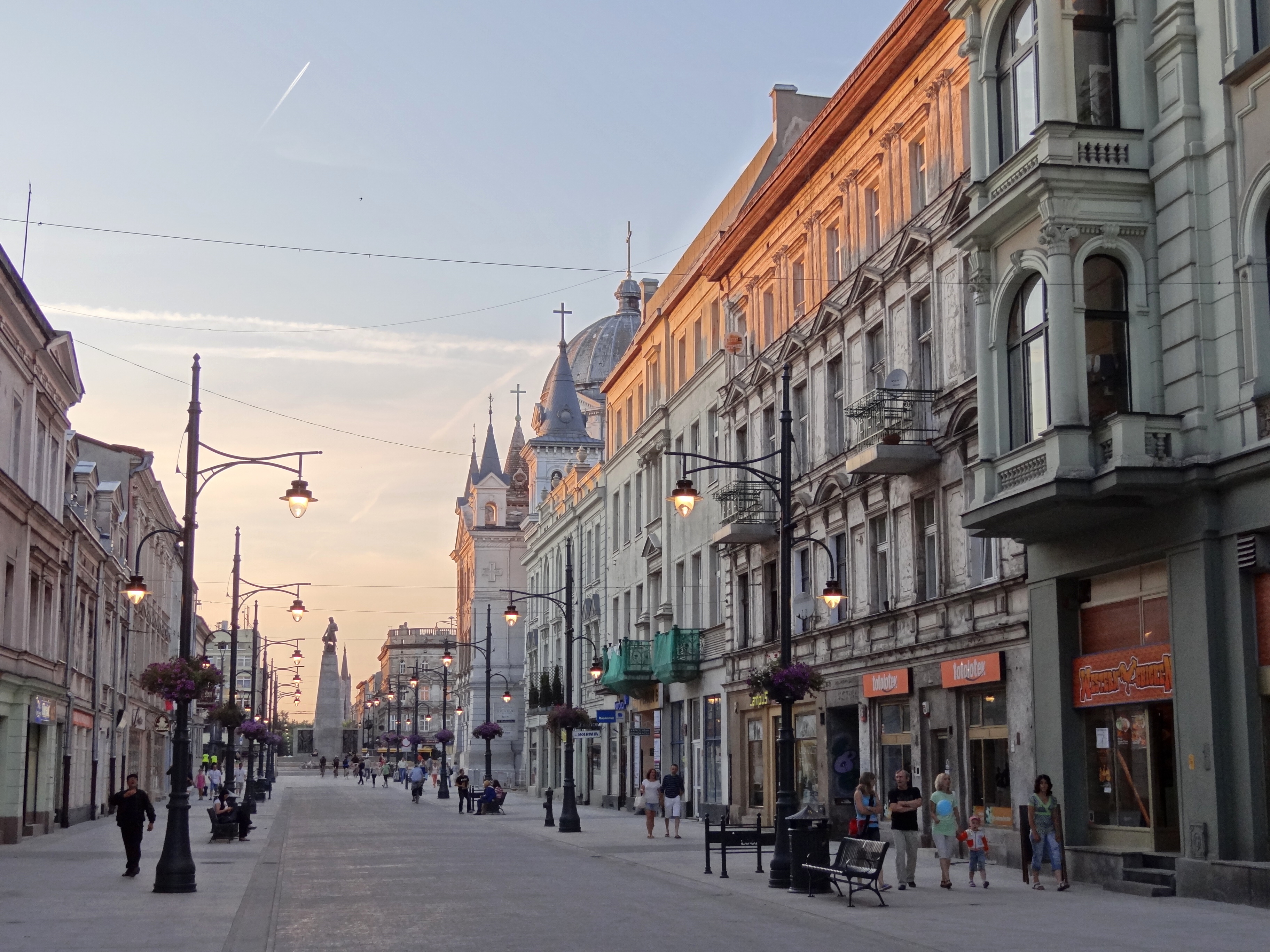
Rua Piotrkowska
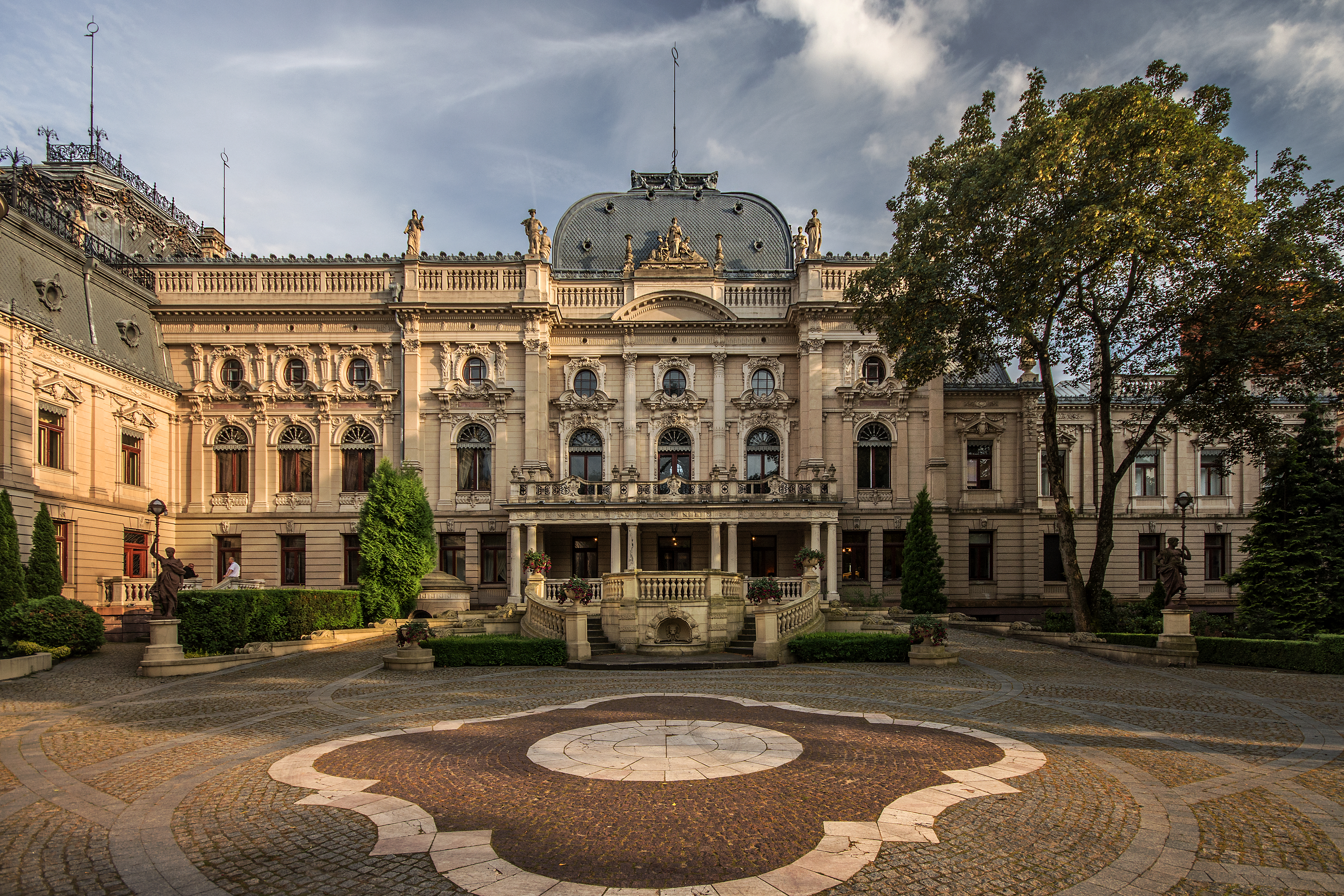
Palácio de Poznański (Museu da cidade de Łódź)
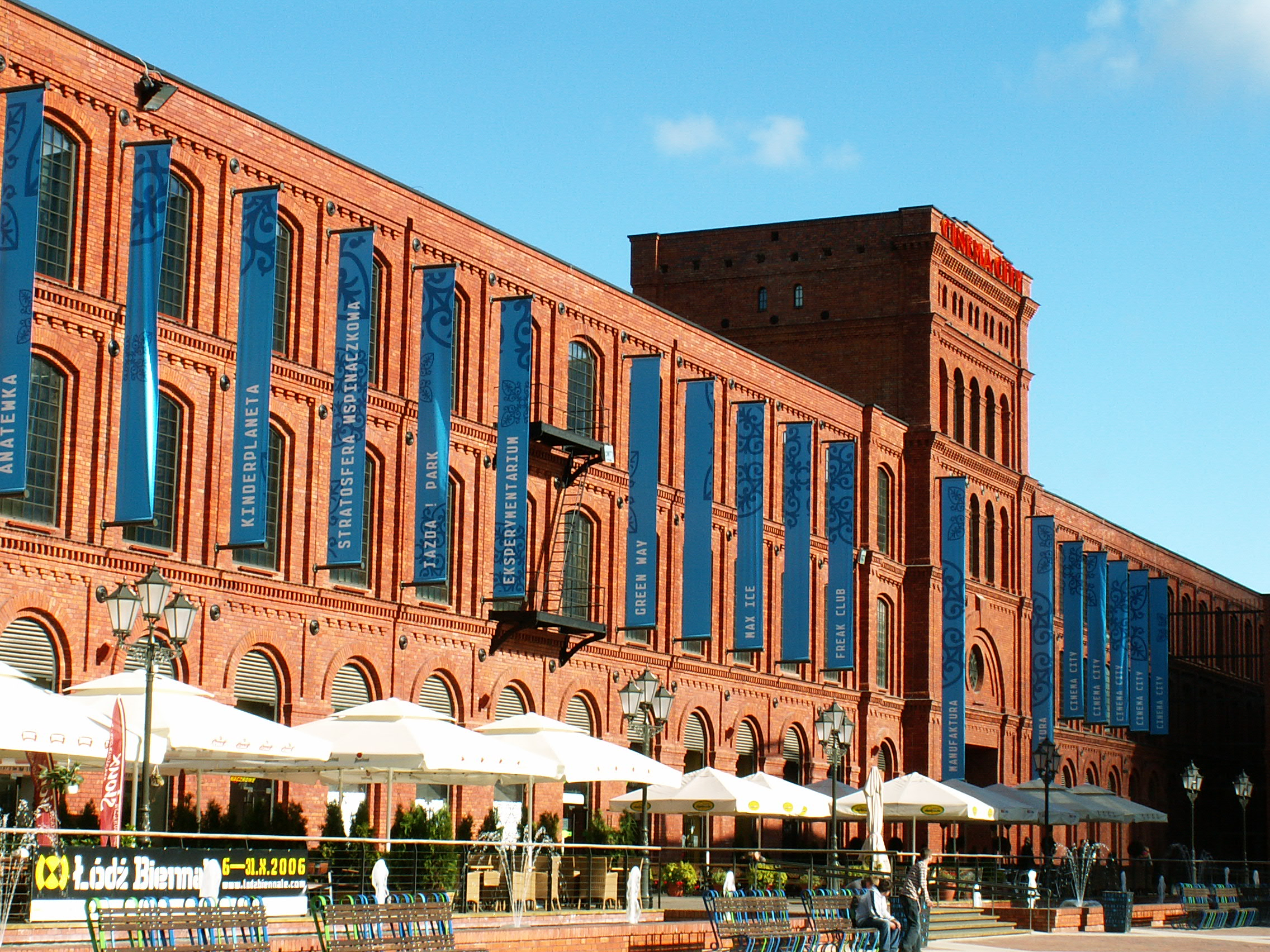
Centro comercial Manufaktura
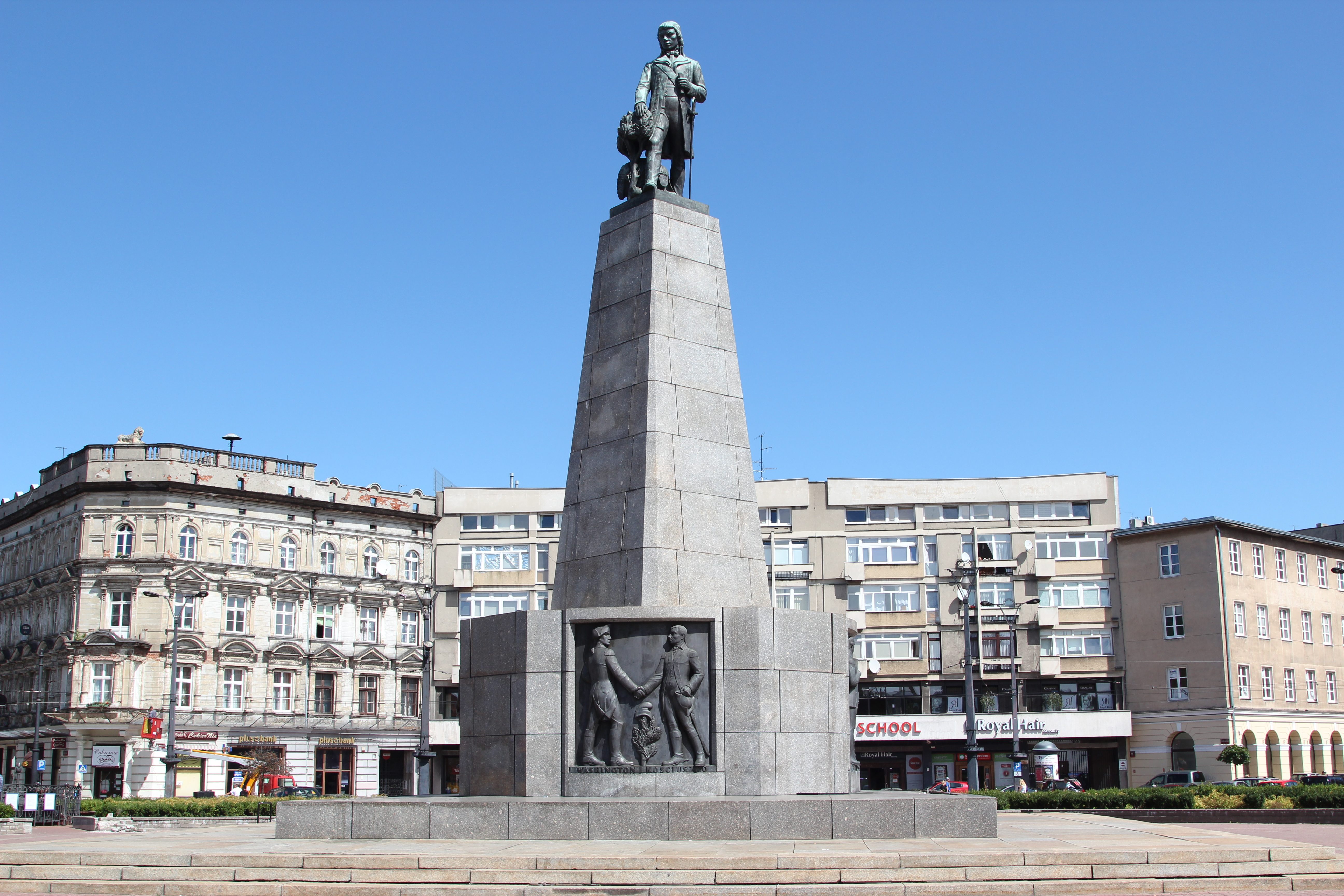
Estátua de Tadeusz Kościuszko (herói nacional da Polônia)
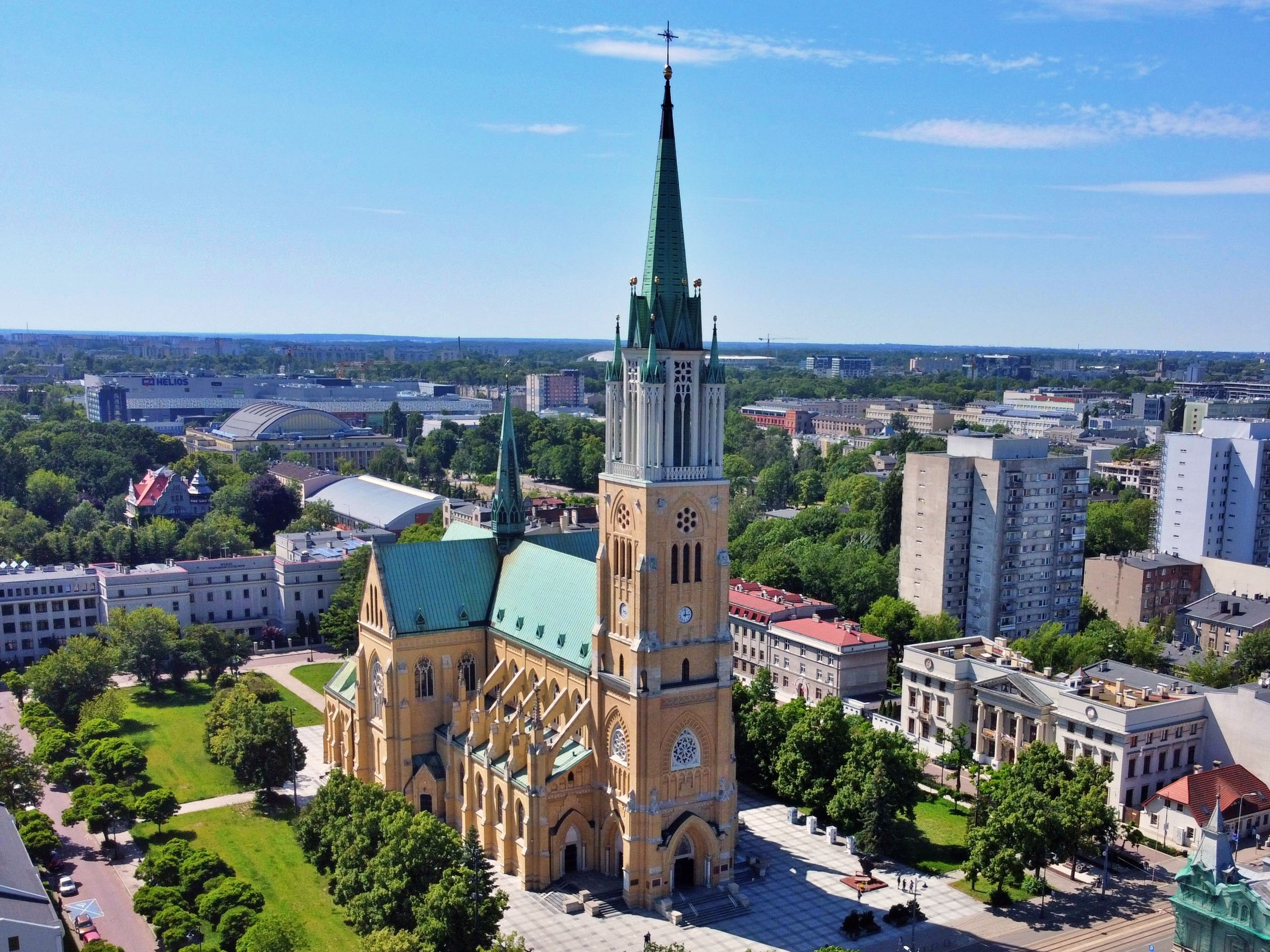
Catedral
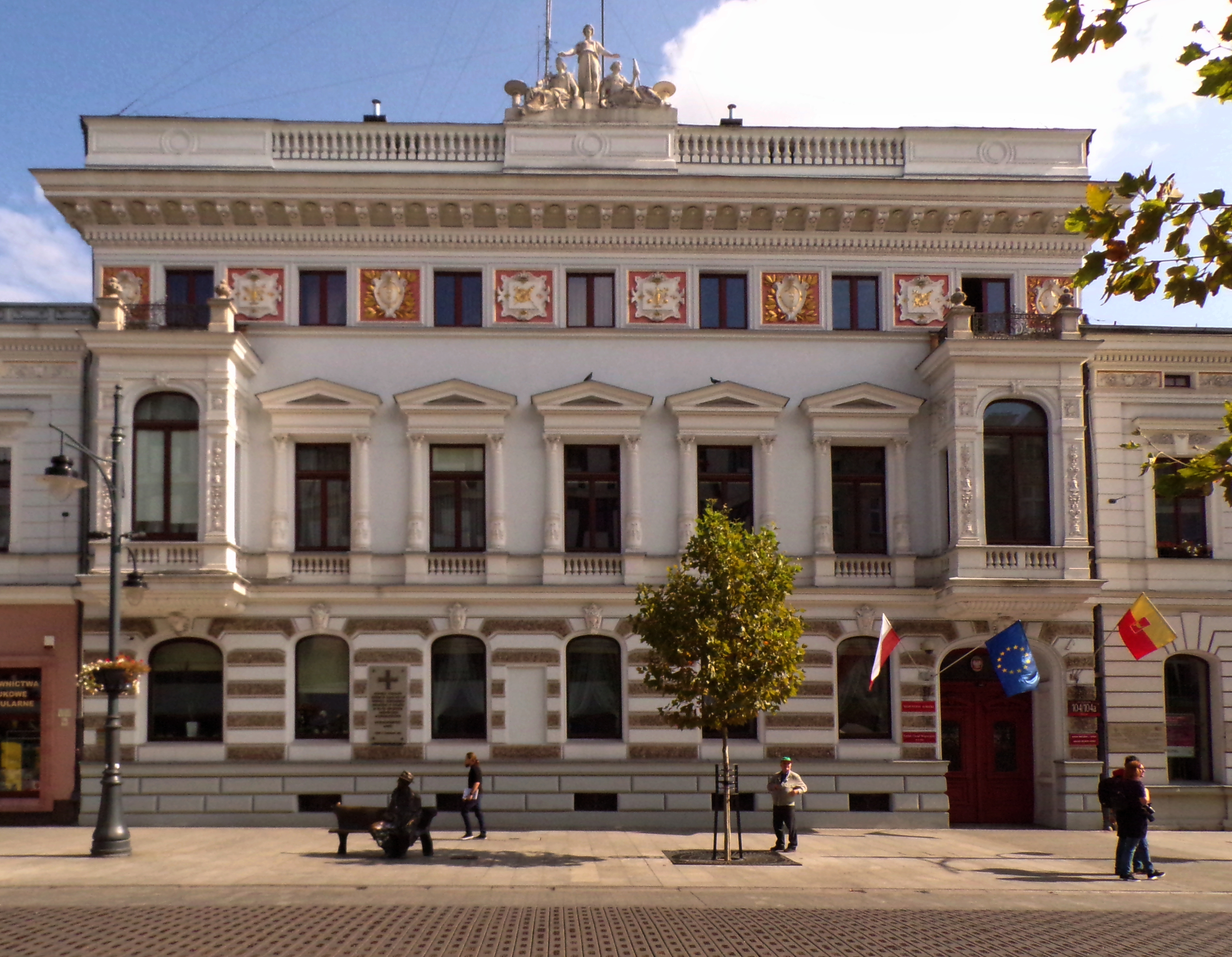
Câmara Municipal
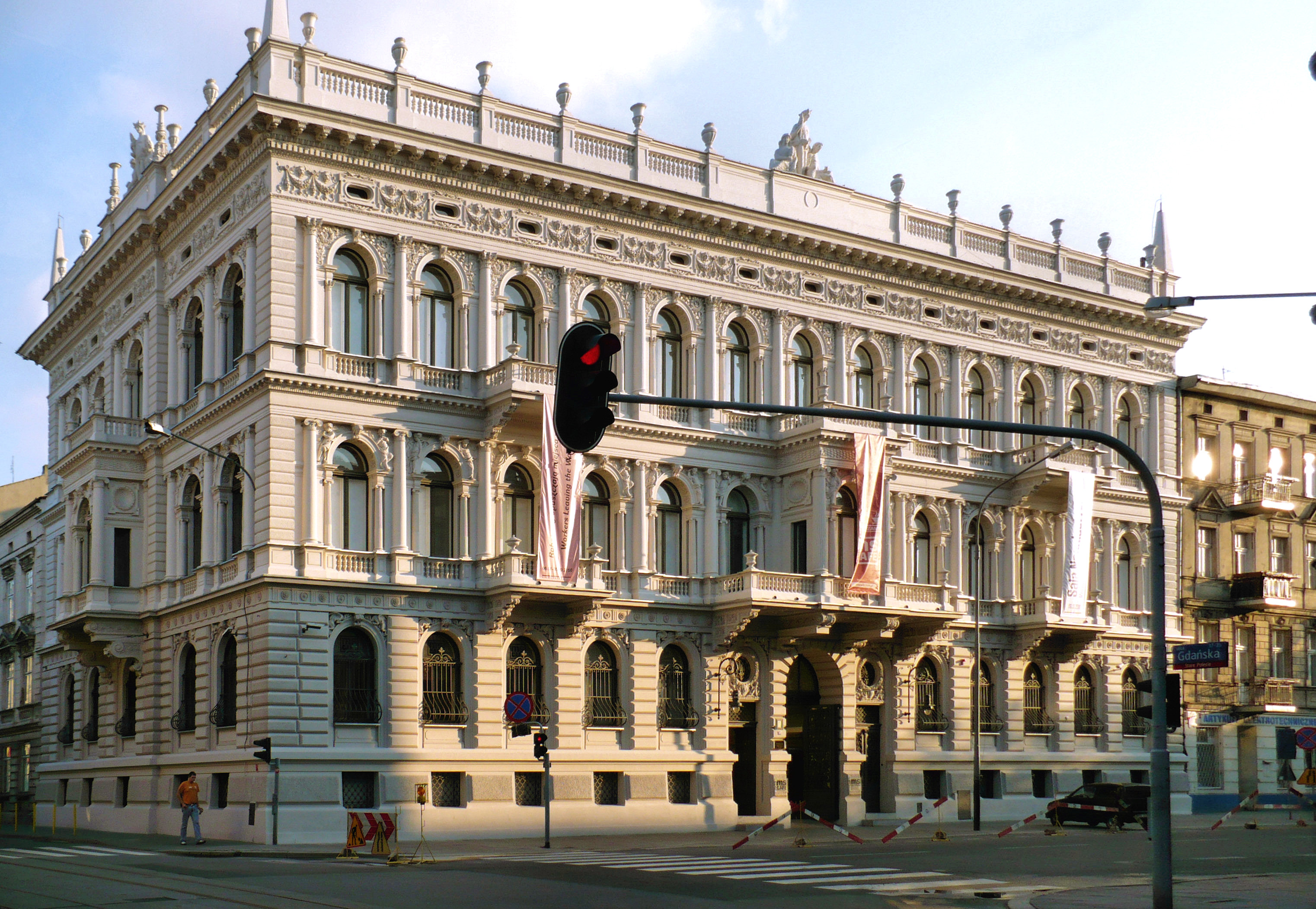
Museu de arte
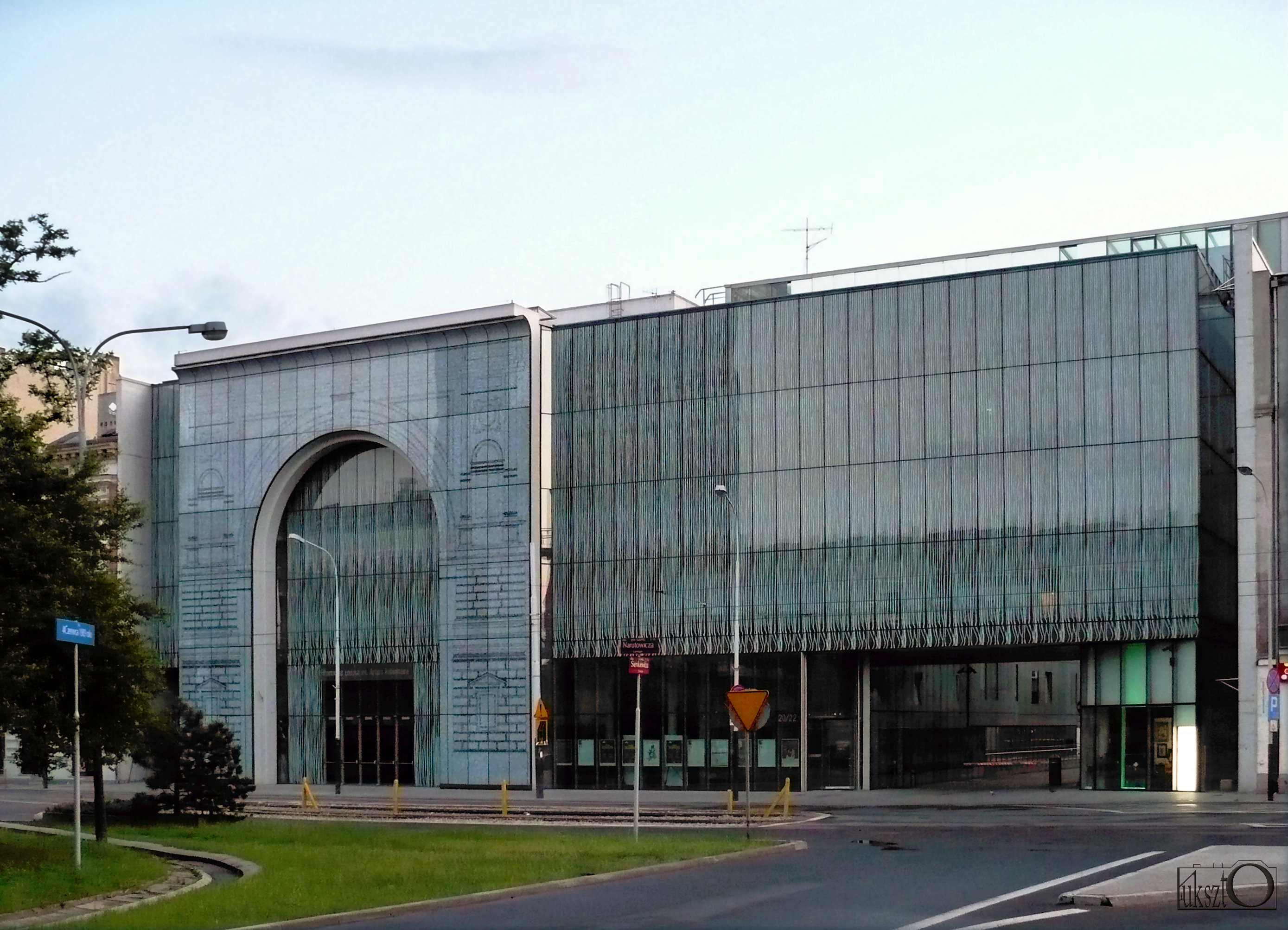
Filarmônica de Łódź
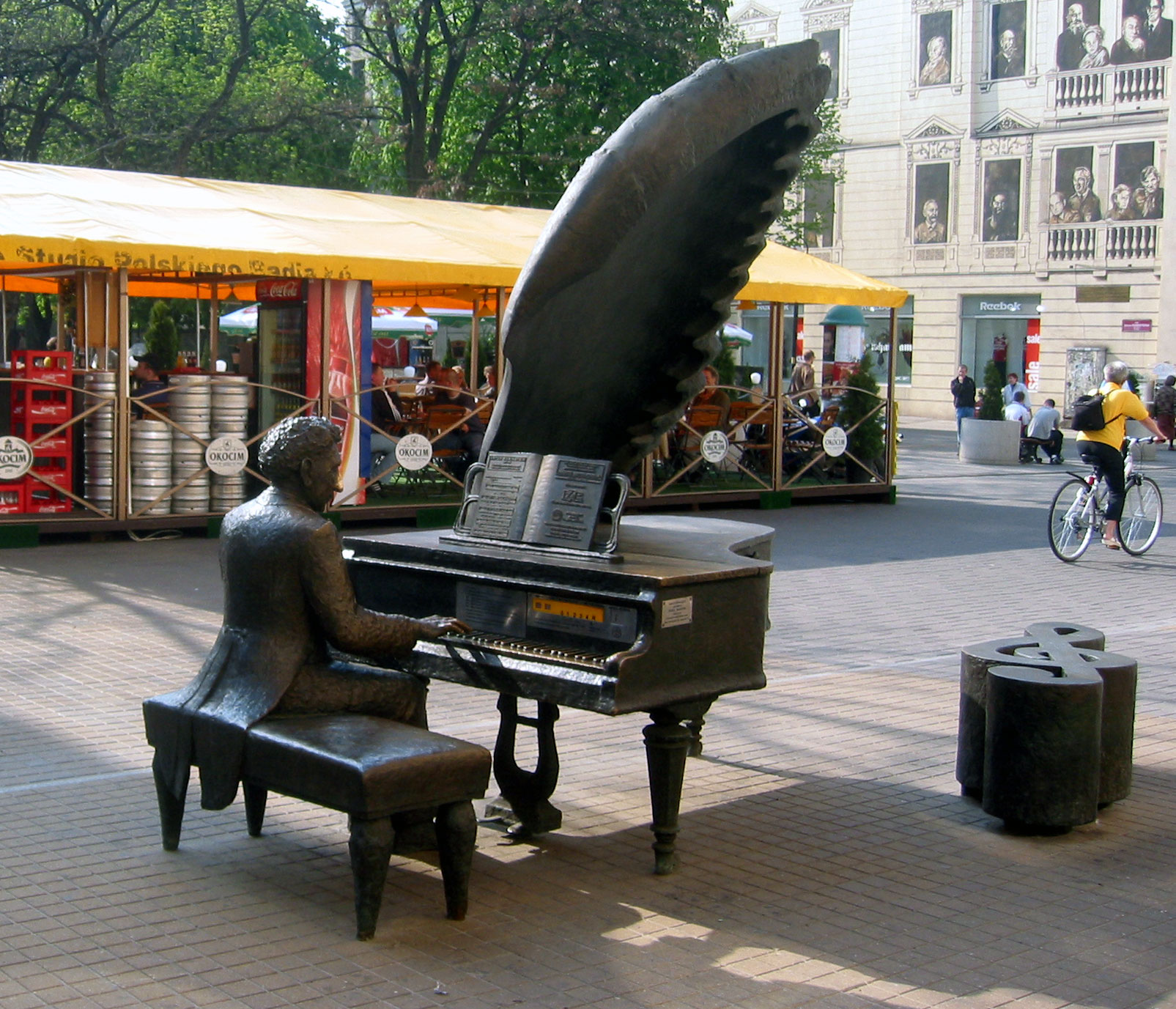
Estátua de Arthur Rubinstein
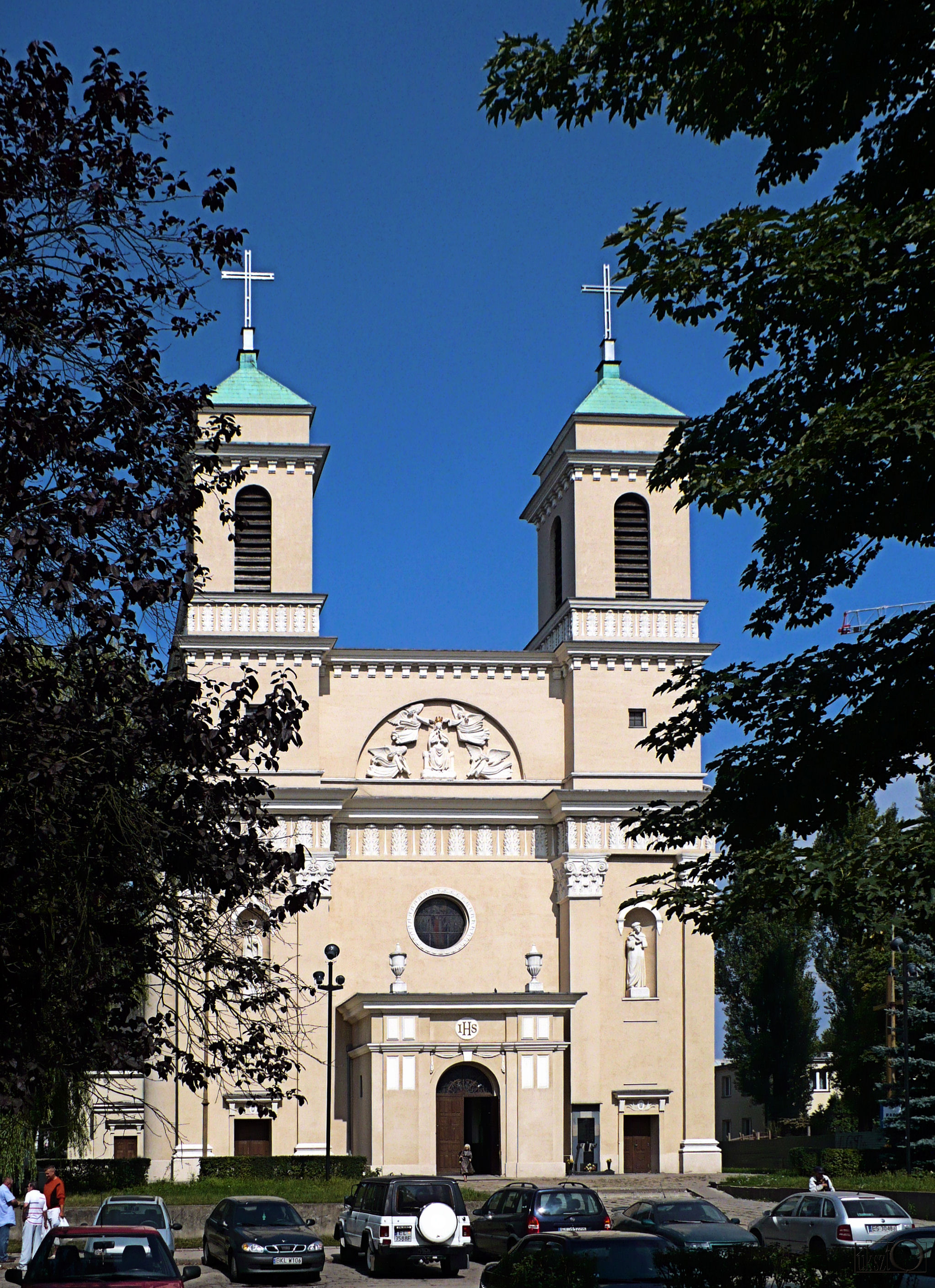
Igreja de São Casimiro
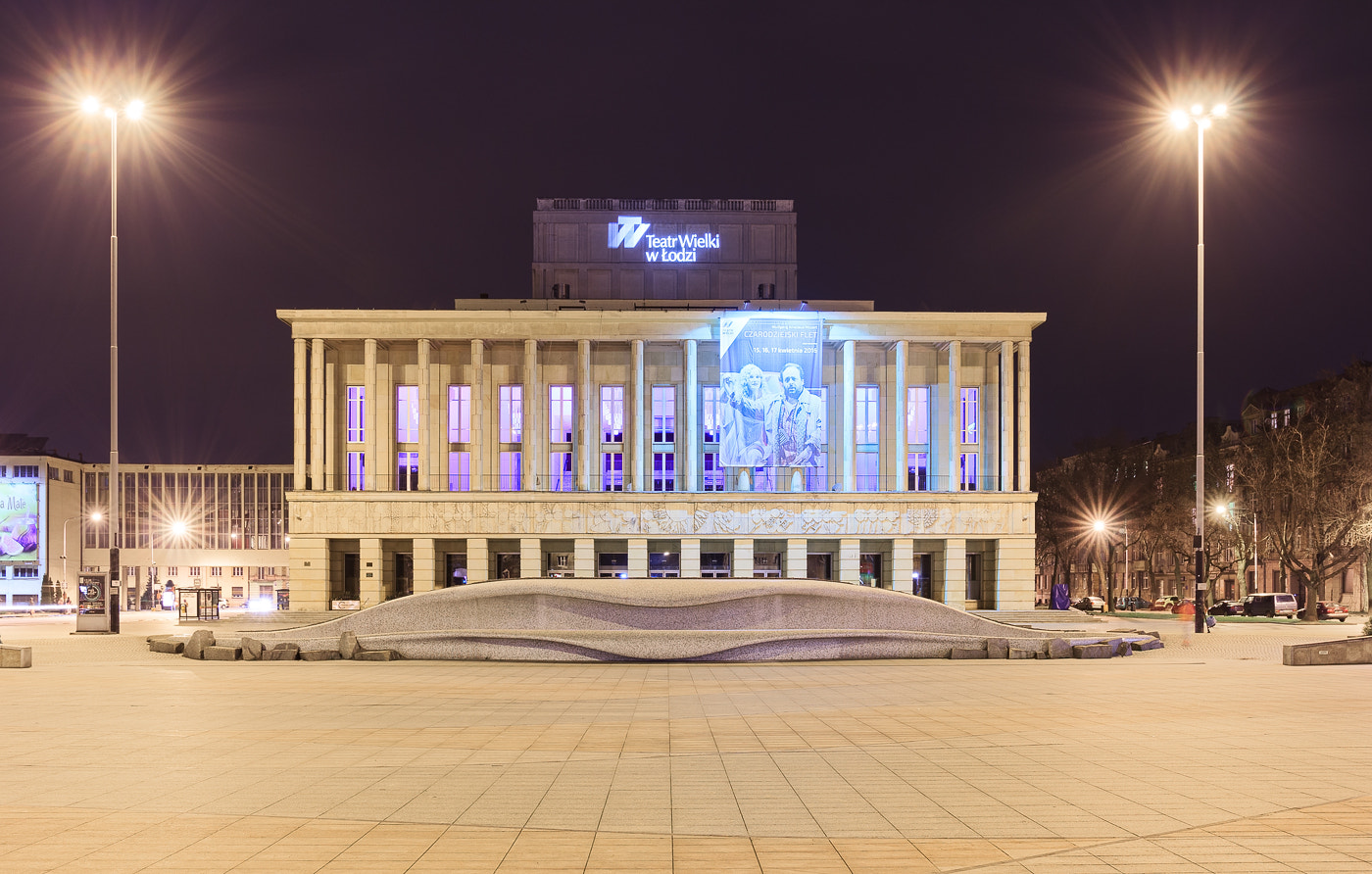
Grande Teatro
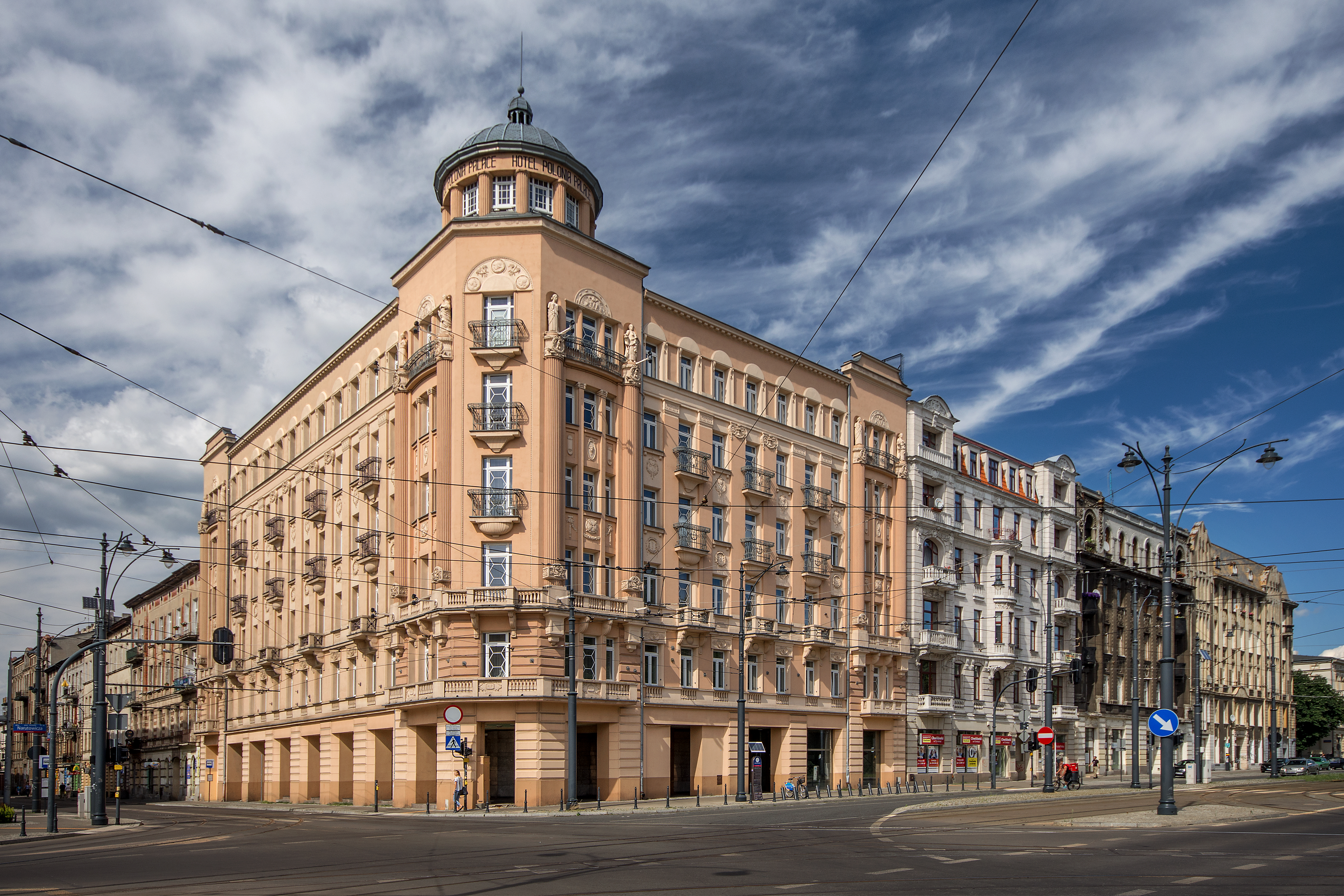
Hotel Polonia Palast